# Michel Decoust
Michel Decoust, né le 19 novembre 1936 à Paris, est un compositeur français.
Il a par ailleurs eu une carrière de chef d'orchestre à laquelle il a mis un terme au début des années 1980.

## Biographie

### Enfance
Il commence le piano à l'âge de trois ans. Doué pour la musique, il semble se destiner à une carrière de pianiste. Adolescent, il va se passionner tour à tour pour l'architecture et la mise en scène de cinéma. Ce n'est qu'à l'âge de vingt ans qu'il revient sérieusement à la musique et va entrer au Conservatoire.

#### Études
Michel Decoust a été l'élève de Louis Fourestier, Georges Dandelot, Yvonne Desportes, Jean Rivier, Darius Milhaud et Olivier Messiaen au Conservatoire de Paris. Puis il a suivi les cours de Karlheinz Stockhausen et d'Henri Pousseur à Cologne en 1964 et 1965, les cours de direction d'orchestre de Pierre Boulez à Bâle en 1965.

### Carrière
Il a été animateur musical régional dans les Pays Loire de 1967 à 1970; participé -  à la demande de Marcel Landowski - à la fondation  de l'Orchestre Philharmonique des Pays de Loire; professeur de composition aux Cours d'été de Dartington College (Grande-Bretagne) en 1967 et 1968; responsable des activités musicales dans les maisons de la culture de Rennes et de Nevers de 1970 à 1972; fondateur (avec Irène Jarsky et Martine Joste) et directeur du conservatoire municipal de Pantin de 1972 à 1976; responsable du département pédagogique de l'IRCAM de 1976 à 1979. Il a par la suite occupé les fonctions d'inspecteur principal de l'enseignement musical, chargé de la recherche au Ministère de la Culture de 1979 à 1991. De 1991 à 1994, il est détaché au district de l'agglomération de Montpellier en qualité de Directeur Général de l'Enseignement Spécialisé de la Musique, de la danse et de l'Art dramatique. De 1994 à 2001, il réintègre le Ministère de la Culture, et est chargé de l'enseignement. Depuis 2001, il a été successivement Président du CEFEPEDEM de Lorraine et Président de la Fondation Francis et Mica Salabert. Il est depuis 1981 sous contrat avec la maison d'Éditions Salabert.

### Esthétique musicale
Le parcours esthétique de Michel Decoust doit être replacé dans le contexte de son époque, c'est-à-dire l'engagement ou non à une esthétique d'avant-garde, à la musique sérielle, ou le choix revendiqué d'une indépendance. Cette dualité qui marque les années 1950 et 1960, Decoust la contourne à sa façon dans son parcours de compositeur : Du Prix de Rome obtenu en 1963 qui le distingue, il va  écrire en 1967 Polymorphie pour grand orchestre, œuvre expérimentale avec sons atomisés. Sa création au Festival international d'art contemporain de Royan par l'Orchestre National de France sous la Direction de Maurice Le Roux restera comme un scandale mémorable.
À propos du sérialisme, paraphrasant Pierre Boulez, Michel Decoust affirma en 1973 : « Cette expérience compte parmi mes plus grands échecs… En 1966, tout compositeur qui n'avait pas compris la nécessité de sortir de l'impasse où nous avait engagés le sérialisme était en deçà des problèmes de la composition à cette époque. »

### De la direction d'orchestre à la composition
De 1972 à 1983, il se consacre à la direction d'orchestre : il dirige un grand nombre de créations sans toutefois négliger le répertoire symphonique et lyrique.
Entre 1976 et 1982, son écriture évolue dans le sens d'un resserrement. C'est à partir de 1983, avec sa Sinfonietta pour 10 instruments que Decoust prend un virage décisif dans sa vie de musicien : l'exigence de l'écriture s'impose à lui et lui paraît incompatible avec la direction d'orchestre. Mener ces deux carrières de front semble nuire à sa vocation de compositeur. Il voit dans la direction d'orchestre une conception extravertie de la musique qui ne peut s'harmoniser avec le besoin d'intériorité que demande l'écriture. Il abandonne alors la direction pour se consacrer à la composition.

## Distinctions

### Prix
1949-50 et 1956-65 : Conservatoire de Paris :
- 1re Médaille de Solfège Spécialisé (Y. Desportes).
- 1er Prix de Direction d’Orchestre (L. Fourestier).
- 1er Prix d’Harmonie (G. Dandelot).
- 1er Prix d’Analyse (O. Messiaen).
- 2e Prix de Contrepoint (Y. Desportes).
- 2e Prix de Composition (D. Milhaud, J. Rivier).

1963 : 
- Grand Prix de Rome.
- Prix International de Composition Ambron, Almagia-Sienne (Italie).
- 2e Prix de Direction d’Orchestre de Besançon.

1988 : Grand Prix de la SACEM

### Décorations
- Officier de l'ordre des Arts et des Lettres Il a été élevé au grade d’officier par l’arrêté du 8 mars 2018[1]. Il est chevalier de l'ordre depuis 1980.
- Chevalier de la Légion d'honneur (1987)[réf. souhaitée]
- Officier de l'ordre national du Mérite (1991)

## Compositions

### Années 1960
- Le Grand yacht Despair, poème lyrique sur des textes de Loys Masson pour orchestre par 2 et voix (1962)
- Les Hommes sur la terre, pour Ténor, Baryton et orchestre sur un texte de Robert Desnos (1963)
- Ellips, pour voix et piano (1964)
- Relevé d'esquisses, 7 pièces sur des poèmes de Claude Minière et Joe Bousquet, pour Soprano et 4 instrumentistes (1964-82)
- Les Rois mages, pour voix et orchestre, sur un texte d’André Frénaud (1964)
- Horizon remarquable, pour soprano et orchestre, sur un texte de René Char (1964)
- Mobile, pour percussions (1965)
- Distorsion, pour 3 flûtes (piccolo, soprano, alto) (1966)
- Polymorphie, pour orchestre (1967)
- Interaction, pour trio à cordes (1967)
- Instants stabiles, pour ensemble d'instruments (1967)
- États, pour chœur (1968)

### Années 1970
- Sun, pour alto (ou violon) solo et 12 cordes (1971)
- Aentre, pour 3 cuivres (cor, trompette, trombone) et bande magnétique (1971)
- L’enterreur, musique théâtrale pour contrebasse, piano, poste de radio (1971)
- C.H.9.A.M.J, pour vents, percussions, ondes Martenot, harpe, alto, vibraphone, marimba, contrebasse et guitare électrique (1971)
- M.U.R., pour chœur (1971)
- Actions, pour 2 instrumentistes (1972)
- 7.854.693.286, pour bande magnétique 8 pistes (1972)
- 8.393.574.281, pour ensemble instrumental variable (1972)
- Si et si seulement, pour 2 vibraphones, 2 harpes, cordes (1972)
- Et/Ou, pour 1 à 44 pianistes (1972)
- T’aï, pour voix et instruments (1972)
- Et ée ou é ée, textes malais pour chœur mixte et orchestre (1973)
- Ion, pour Soprano et bande magnétique 8 pistes (1973)
- Inférence (1974)
- Iambe, pour 14 instrumentistes  (1976)
- Interphone, poème de Claude Minière pour bande magnétique 2 pistes (1977)
- L’Application des lectrices aux champs, pour Soprano et orchestre (1977)
- Spectre, pour orchestre d'harmonie (1978)

### Années 1980
- Traduit du silence, pour clavecin, violoncelle, clarinette, clarinette basse et voix, sur un texte de Joë Bousquet (1980)
- Pour 70 doigts, œuvre pédagogique pour 7 instrumentistes (1980)
- T.H.T., pour orchestre (1982)
- Traits, pour Soprano et 5 instrumentistes, sur un poème de Paul Éluard (1982)
- Onde, pour quintette de cuivres (1982)
- Le Cygne, pour flûte soprano ou flûte alto  (1982)
- Olos, pour saxophone ténor et dispositif électronique de transformation (1983)
- Sinfonietta, pour 10 instrumentistes (1983)
- Café-Théâtre, 11 chansons-mélodies, sur des poèmes de Philippe Soupault pour Soprano et piano (1984)
- Les Galeries de pierres, pour alto solo (1984)
- Xelis, pour percussionniste soliste (1984)
- Folio 4, pour quatuor de percutionnistes (1984)
- 7 1/4, œuvre pédagogique. 4 pièces pour piano solo (1985)
- Cantilène, pour hautbois solo (1985)
- Aubes incendiées, pour récitante et 12 instrumentistes, sur un texte de Philippe Bonzon (1985)
- Sonnet, pour 12 instrumentistes (1985)
- Éole, pour quatuor de flûtistes (1985)
- Quais, pour Soprano et harpe, musique théâtrale, mise en scène de Carlos Wittig (1985)
- Ombres portées, œuvre pédagogique pour 8 instrumentistes (1986)
- Cinq Mélodies (Bleus), pour Soprano et piano, sur un texte de Blaise Cendrars (1986)
- De la gravitation suspendue des mémoires, pour orchestre (1986)
- Lierre, pour cordes (1986)
- Ouverture, musique théâtrale pour 5 instrumentistes (1986)
- Sept Chansons érotiques, pour soprano et piano, sur des textes de Pierre Louÿs, Louise Labé, Michel Butor, l’Abbé d’Attaignant, Maurice Rollinat, Paul Verlaine, Clarisse Nicoïdski (1986)
- Figures II, pour basson et contrebasse à cordes (1986)
- Symétrie, pour orchestre d'harmonie (1986)
- Marbres, pour bande magnétique 4 pistes (1986)
- Je qui d’autre, pour Soprano, Ténor, Basse et 14 instrumentistes, sur un texte de Philippe Bonzon (1987)
- Hommage à Maurice Ravel, pour orchestre (1987)
- Les fruits de la passion, pour 10 instrumentistes (1987)
- 1+1 = 4, pour piano et percussion (1988)
- Le Temps d’écrire, pour piano (1988)
- Dodici voci, pour voix mixtes (3 Sopranos, 3 Altos, 3 Ténors, 2 Barytons, 1 Basse), sur un texte de Philippe Bonzon d'après Eschyle (1989)
- Duo pour trois, 3 mélodies sur des poèmes extraits de Le fleuve caché de Jean Tardieu pour Mezzo-soprano, flûte et piano (1989)
- Ryôjin’ hishô, pour Soprano et piano (1989)
- Synopsis, pour orchestre (1989)

## Sources
- Dictionnaire de la musique française, Marc Vignal, Larousse, 1988